# 戴尼提：現代心靈健康科學
《戴尼提：現代心靈健康科學》（簡稱《戴尼提》，縮寫為DMSMH）是L·罗恩·贺伯特1950年出版的一本書，其中描述了一套伪科学的思想理論——戴尼提。
賀伯特聲稱他綜合了個人體驗、東方哲学的基本原理和弗洛伊德的著作而發明了這套方法:87。《戴尼提》的推廣產生了戴尼提運動，該運動後來成爲新興宗教山達基教的前身，而戴尼提也成為山達基教義的基礎理論:21。
賀伯特在本書中主張，他分離出了“生存的動力原则”，並将其陈述为基本命令“生存！”，同時還提出了他对人类心靈的觀點。他将人类心智異常的根源稱为“反應式心靈”，即心靈中一個通常隱藏著但始終處於意识状态的区域，其中存储着一些過往創傷的記憶（稱“印痕”）。《戴尼提》提出了一种稱爲“聽析”的心理諮商技術，賀伯特声称这种技术可以消除“印痕”并带来巨大的治疗效果。
《戴尼提》一書和其理論从未通过任何严格的科学检验，并且受到了科学家和医学专家的批评，他们指出该作品没有科学依据，书中提出的观点都是用看似科学的膚淺语言写成的，但没有實證證據。
儘管如此，《戴尼提》一書在出版之後獲得了巨大的商業成功。而道爾頓書店的員工表示，這些數字被注水夸大了，因爲賀伯特和山達基信徒所擁有的出版商让山達基信徒每人購買数十到甚至数百本賀伯特的书，然後再反賣回給同一家零售商。《纽约时报》高管兼记者亚当·克莱默（Adam Clymer）表示，該報紙調查賀伯特书籍的销售模式，并未發現有一個人購買大量书籍的情况。
截至2013年，山達基教會的出版部門新紀元出版社以英语和其他50種语言销售该书。

## 背景
在《戴尼提》出版之前， L·罗恩·贺伯特是一位高產的低俗杂志作家。他曾就讀于喬治·華盛頓大學工程学院但未毕业。山达基教会认为《戴尼提》一书代表了賀伯特关于“人類心靈、其功用以及與功用相關的問題”的理念。賀伯特将戴尼提描述为一种“治疗技术，可以治疗所有非器官性的心理疾病和所有器官性的身心性疾病，并保证在大多数個案中完全治愈”。在這部著作中，賀伯特還證實了人類“僅僅”能被生存所驅動。 
根据賀伯特的说法，《戴尼提》中的思想是经过他十二年的研究而发展起来的，尽管当时他的许多朋友都认为这种说法是错误的。这些思想的第一个公开概述是一篇发表在紙漿雜誌《驚奇超級科學故事》上的文章，题为〈戴尼提：一門新的心灵科学〉（“Dianetics: A new science of the mind”）。这篇文章出现在该书出版的几周前，但发表在该杂志1950年5月号上，也就是该书出版的同一个月；这篇与书的篇幅相当的長文，后来以《戴尼提：一門科學的演進》（Dianetics: The Evolution of a Science）的標題作爲單行本出版。
這次高調宣传引起了廣泛的兴趣，以致于賀伯特和《驚奇》杂志的编辑约翰·W·坎贝尔以及其他相关人士在1950年4月成立了賀伯特戴尼提研究基金会。賀伯特声称自己在三周内完成了《戴尼提》 。一台特殊的IBM打字機帮助他提高了写作速度，如可以连续卷起纸张，并且有专用按鍵来一次输入诸如the或but 之类的常用英文词 :264。
这本书的早期版本《异常戴尼提》（Abnormal Dianetics）原本是为医学界准备的，被许多出版商和医学界拒绝之後，以油印形式传阅，后来以《戴尼提：原始理論》（Dianetics: The Original Thesis）为名出版；同书還曾以《生命的动力》（The Dynamics of Life）为名出版。

## 內容
《戴尼提：現代心靈健康科學》旨在揭示关于身心性疾病、神经官能症和其他精神疾病的根源的革命性发现，以及永久治愈这些疾病的准确、可靠的方法。
該書开篇的摘要介紹了戴尼提的背景，即人类专注于“寻找一门心靈科学，它不仅能分离出生命的共同点和思想的目标”，还能分离出“偏差錯亂疾病”的唯一根源。賀伯特声称，对于人类苦难的问题，在不同时代和不同文明中，有两种答案：宗教、巫术和现代心理疗法。后者包括對腦部施以电击或手术。根据他的说法，这些疗法把病人变成了“无助的僵尸”。他声称，戴尼提就是解决这一困境的答案。
在序言的“如何閲讀本書”部分，賀伯特建议从头到尾一口氣讀完。不過在该书的后续版本中，書的最初幾頁新增了“重要説明”，建議讀者確定沒有跳過所读的每一個字詞。
根据賀伯特的说法，《戴尼提》一书遵循了這一研究思路：
一）發現了“生存的動力原则”及其意義。
二）發現了異常的根源：反应式心靈。
三）治療辦法及其應用。
賀伯特忽略了所有的基本哲学。
一）生存的动态原则：生存！
按照賀伯特的说法，基本的发现不是人类能够生存，而是人类唯一的动机就是生存。
二）唯一的异常源头：反应式心靈
賀伯特将人类思维分为据称功能完美的“分析式心靈”和无法思考或区分的“反应式心靈”。根据賀伯特的说法，反应式心靈完全以刺激-反应为基础运作，它存储的不是记忆而是“印痕”。当分析式心靈处于无意识状态时，反应式心靈会物理地记录下印痕。反應式心靈接收到所有刺激后，就会产生大量的印痕，为完美的分析式心靈提供错误的数据。分析式心靈对这些反应式心靈印痕跡的误解会在以后的生活中造成损害。事实上，这些印痕会在以后的生活中引发强迫和压抑行为。根据賀伯特的说法，一个人的晚年生活会受到这些印痕的无意识影响。
在书中，賀伯特对“印痕”（engram）這個詞使用了两个不同且相互矛盾的定义。在第一篇《人的目标》第五章〈總結〉中，賀伯特陈述了“戴尼提的基本公理”，其中包括“印痕是一個‘無意識’的時刻，包含了肉體疼痛或痛苦情绪，以及全部的感知，而且無法供分析式心靈作爲經驗”。但是在該書的後面，賀伯特在第二篇第二章〈反應式心靈〉（2008年中文版《戴尼提》第74頁）的一個脚注中再次提到了印痕的定義。脚注写道：“戴尼提中所使用的印痕，是該詞最精確的定義：‘外來刺激在生理組織的原生质上所留下之明确而永久的痕跡’。戴尼提认为印痕是一组外來刺激針對細胞層次的生命所造成的衝擊”。换句话说，賀伯特采用了一个之前已經被生物学揭曉的記憶痕跡定義，而将其贴上了戴尼提的标签。因此，戴尼提本身在該领域并没有提出任何科学尚未知晓的内容，同时还增加了一些没有事实依据的现象和功能系统。
三）治疗及其应用
透過戴尼提，賀伯特声称大多数疾病都是身心性疾病，由印痕引起。他进一步声称戴尼提疗法可以治疗这些疾病，并且还将癌症和糖尿病列为戴尼提研究的重点疾病。“据賀伯特估计，心身疾病占所有疾病的 70%，例如哮喘、关节炎、皮炎、过敏、某些冠状动脉疾病、眼疾、滑囊炎、溃疡、鼻窦炎、偏头痛等，而精神疾病则包括神经衰弱、精神病、强迫症、严重抑郁症等。”賀伯特后来表示，戴尼提与心身疾病无关：“如今的戴尼提是一门能力科学。它与心身疾病或异常无关。它对这两件事毫不在意。如今的戴尼提可以期待从精神病院或山上获得对人类的某种益处。” 
該書承诺，透過名爲“聽析”的过程，人们可以达到一种名为“清新”的超人状态，拥有卓越的智商、纯洁的道德意图以及极大改善的身心健康。1950年8月，賀伯特预测“清新者”将構建世界新的贵族政治，尽管他承认自己并没有達到这一境界。在欢迎期待时，《神智者杂志》（Theosophist Magazine）将戴尼提中的印痕与神智学中的永久原子进行了比较，因为这些原子接收并重新传递了生生世世所收到的印象，因此，当自我降生到新的生命时，新的化身会接收到前世印痕所存储的印象 。作为一门新科学的出现，它并没有在《戴尼提》中得到如此明确的阐述，但最终，賀伯特还是通过《戴尼提》深入探究了前世。 
在《戴尼提》中，为了解释“清新者”的能力，賀伯特使用了比喻和特殊的习语，并通过指出古老的俗语为“心灵之眼”来转移注意力。賀伯特使用了各種詞語，诸如“最佳回忆”、“最佳个体”，“清新者可以轻松做到的事情，过去很多人有时也能部分做到”，“清新者会充分利用想象力”，“理性与异常无关，只能在清新者身上进行研究”，清新者的智力高于正常人，清新者没有任何异常，清新者的属性从未被纳入对人类及其固有能力的研究。在有信念地将各种好处都归功于清新状态之后，賀伯特终于承认“在我们到達清新者之前，我们仍然不明白为什么会存在这样的差异”，就好像从来没有清新者出现过，或者没有清新者曾经制造过它一样。 L·罗恩·賀伯特非常願意並善于運用这些比喻来適應《戴尼提》对新現實的描繪。 
在建议听析师不要交流时，賀伯特将戴尼提与其他心理疗法区分开来，比如在精神分析中，治疗师固执地对患者心中发生的事情提供个人解释。 賀伯特反對對精神障礙進行診斷，稱其“浪费大量时间”，因为“一方面，详细的诊断并不能治愈患者，另一方面，聽析人员在聽析过程中会了解到治愈患者所需的信息，而患者会谈论这些信息。” 根据克里斯滕森的说法，賀伯特声称除了诊断之外，只需要确定三件事：“（1）患者‘感知能力’是否处于最佳状态或低于最佳状态？（2）患者利用不同感知能力进行回忆的能力如何？（3）患者是否通过回忆太多事情或使用太多感知能力而‘过度使用’了想象力？” 
在《戴尼提》中，賀伯特提到了後催眠暗示，儘管後催眠暗示现象早在1787年就被描述过。动力精神病学的发展可以追溯到医生弗朗茨·梅斯梅尔和驱魔人约翰·约瑟夫·加斯纳 (Johann Joseph Gassner)之间的相遇。根据动力精神病学派的追随者的说法，催眠术的出现标志着潜意识的发现。賀伯特在橡树丘海军医院（Oak Knoll Naval Hospital）接受溃疡治疗时，他学习了催眠术、心理学理论和其他类似科目；賀伯特非常擅长催眠术。根据賀伯特的说法，正是对催眠术如此广泛的尝试导致了反應式心靈的发现。Roy Grinker博士和 John Spiegel 博士发明了麻醉精神疗法（Narcosynthesis），在第二次世界大战期间被精神病学家广泛使用。在《戴尼提》一书中，賀伯特提到了麻醉精神療法或药物催眠。然而，賀伯特指出，药物催眠技术早已为人所知，无论是在古希腊还是在东方。尽管賀伯特在海军情报部门时可能接受过麻醉精神療法的训练，但戴尼提并没有采用這一技術。注射一针硫噴妥鈉曾被作为吐真剂實施。这项技术在2008年中文版《戴尼提：現代心靈健康科學》第146页有所描述。 
最后，賀伯特对那些试图透過自我聽析來進行戴尼提过程的人给出了公正的警告。賀伯特说，这是不可能的，因为每个“印痕”都含有“分析衰减”（analytical attenuation）。所以最好是学习聽析技术并将其应用于其他人，任何进行自我聽析的人最终都只會生病。但是，在后来山達基技术应用发展中，賀伯特发展出了所謂“獨自聽析”，其中聽析员和待清新者也是同一个人，只是在程序上一如既往地要严格服从賀伯特的規定。在戴尼提和山達基教中，自我聽析（self-auditing）总是带有不好的內涵，但是獨自聽析（solo auditing）则不会。和往常一样，賀伯特的文字遊戲最终獲得了胜利。 

## 反響及評價
在1950年該書出版之後，儘管受到讀者追捧，但由于缺乏实验证据，医学界完全拒绝了这一新“科学”。美国心理学会于1950年通过了一项关于《戴尼提》一書和其理論的决议，指出“这些说法缺乏建立科学概括所需的经验证据支持”。 心理學家埃里希·弗罗姆在《紐約先驅論壇報》上發表書評，抨擊本書：
戴尼提不尊重也不了解人格的複雜性。人是一部機器，理性、價值判斷、心理健康、快樂都是透過工程工作達成的。“在戴尼提这样的工程科学中，我们可以通过‘按钮式’的方法来工作。”除了應用賀伯特的印痕理論之外，人類沒有什麼需要知道或了解的。……價值觀和良知的問題並不存在。如果抹去了印痕，你就不會有衝突。所有偉大的哲學和宗教導師都白費了他們的努力。沒有任何問題不是由印痕命令引起的，而且他們的思考毫無意義，因為他們不知道賀伯特的發現。
另一位心理學家羅洛·梅也在《紐約時報》上發表書評稱，《戴尼提》的重要性是它清楚地展示了當代心理學中最常見的謬誤，即試圖以數學為基礎，以物理科學和機器為模型，建構一門簡單的人類行為科學。 1953年，哈维·杰伊·菲舍尔（Harvey Jay Fischer）发表了《戴尼提疗法：一项实验评估》（Dianetic Therapy: An Experimental Evaluation）报告，结论是“戴尼提不会系统地对智力、数学或解决人格冲突的能力产生有利或不利的影响”。作家罗伯特·托德·卡罗尔在《怀疑论者词典》中写道，賀伯特的作品本质上是反科學的，因为书中提出的主张不是基于同行評審的现象观察，以及随之而来的盲測、對照組實驗等，而是基于先验的判斷來首先聲稱某种现象存在，随后再试图证明其有效性。
1951年，《消费者报告》期刊（Consumer Report）宣布推出一项为期一个月、收费 500 美元的课程，该课程以当时刚刚出版的《戴尼提》为基础，向所有人开放，旨在达到戴尼提疗法的目标“清新”。关于“新邪教”（a new cult）的报告将戴尼提置于医疗实践范围之外。
据賀伯特儿子说，《戴尼提》根本不是任何研究的结果，而是一个男人对堕胎和其他潜意识现象（特别是神秘学和黑魔法）的痴迷。《戴尼提》書中第二篇第四章〈惡魔〉甚至專門討論恶魔学。但为了维护《戴尼提》的“科学”外表，賀伯特谴责了对恶魔的信仰。在《戴尼提》中，恶魔被解释为电路“寄生線路”。然而，在賀伯特后来的著作中，开始出现了占用人类肉體的实体。这些实体是賀伯特称之为“希坦”的精神。賀伯特确实断言，恶魔学是一门好生意。人是一个希坦，但是人的肉体被另一種稱爲身体希坦的希坦所附身。为了获得精神上的自由，一个人必须排除体内所有其他的希坦，而这将花费大量的时间和金钱。
山达基人哈维·杰金斯(Harvey Jackins)谈及戴尼提疗法时说道：“治疗结果几乎一致且积极。显然，聽析員（作爲倾听者的治疗师）可以非常坦率和直接地寻找患者曾經的创伤经历，这些经历继续损害着今日患者的理性和幸福感。一旦找到，痛苦的消解和对经历的重新评估显然一致地导致能力、情绪基调和幸福感的显著改善。” 
賀伯特认为，在昏迷或受伤的人周围保持安静对于预防异常事件至关重要。在《戴尼提》一書出版后，賀伯特曾移居古巴。在那里每个医院区域的标语仍然显眼地挂着：医院安静。1950年12月7日，欧内斯特·海明威的儿子格雷格在写给父亲的一封信中提到，《戴尼提》的出版商将前往古巴，向欧内斯特诚挚地赠送一本。海明威儿子的女朋友是出版商的女儿；格雷格本人在賀伯特戴尼提研究基金会（Hubbard Dianetic Research Foundation）工作。 12 月 14 日，海明威回复道：“戴尼提国王从未送过这本书，所以我自己买了一本，但尼塔小姐借走了它，所以它仍然在外面。所以我无法练习跳回子宫，或任何那些目前流行的纽约室内运动，只能继续按照我看到的方式來寫作。” 
根据懷疑論者马丁·加德纳的说法，戴尼提的可行性在于信仰治疗领域，因为大多数神经症患者会对他们所信仰的事物做出积极的反应。戴尼提的案例并没有什么特别之处，因为它在信仰治疗中很常见。

2005年，書評人勞拉·米勒企圖從《戴尼提》的偏執理論中分析賀伯特的內心世界：
單從閱讀《戴尼提》一書中，你就能看出賀伯特是一個與精神疾病搏鬥的人，他將自己的心靈視為一個潛在的超人機器，但卻受到入侵者和寄生蟲的困擾。即使不了解他的生活，你也能看出，他是在背叛、隱瞞、霸凌和暴力的環境中長大的，如果他不小心，很有可能在成年後重蹈覆轍。你只要讀一讀《戴尼提》就能明白這一切，就像我一樣。然後，你可以上網查看許多致力於批評山達基和記錄賀伯特真相的網站。你在那裡發現的東西很可能完全不會讓你驚訝。

### 獲獎
1994年，搞笑諾貝爾獎追授文學獎給L·罗恩·贺伯特，以「表揚」《戴尼提》「對人類或者説一部分人類非常有益」。

## 在山達基教中的地位

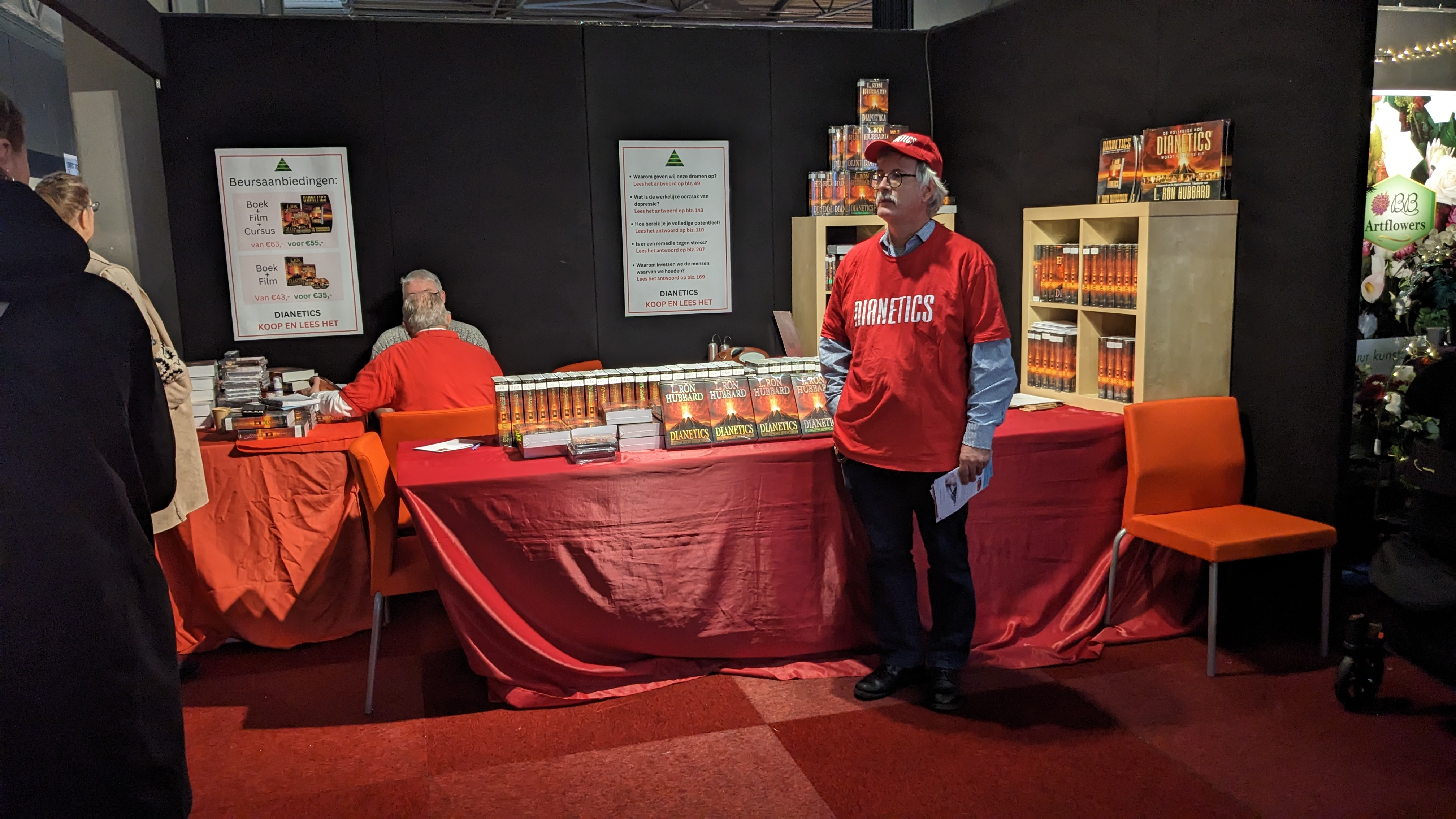
促銷《戴尼提》一書及戴尼提介紹影片、函授課程的攤位，2022年荷蘭鹿特丹沙爾洛斯

宗教学者多尔特·雷夫斯隆德·克里斯滕森 (Dorthe Refslund Christensen) 認爲，在山达基教中，《戴尼提：現代心靈健康科學》代表了“賀伯特对人类心靈、其功用，以及与这些功用相关的问题最详尽的阐述。”
山达基人認爲《戴尼提》的出版是他們的信仰運動甚至世界历史上的一个重要事件，并将这本书称为“第一本書”（Book One）。在山达基教中，年份是相对于該書首版的时间来計算的：例如1990年，會稱為“戴尼提之後40年”（40 After Dianetics，簡稱40 AD）。這本書被宣傳為“人类的里程碑，堪比人类发现火，并且比人類發明輪子和拱門更加偉大。” 

时至今日，山达基教会仍然大力推广《戴尼提》，并在电视和印刷品上广泛宣传。事实上，教会要求其山達基人用自己的钱或教会贊助金大量购买这本书，据称其唯一目的就是为了讓这本书仍然停留在紐約時報暢銷書榜上。賀伯特将这本书描述为招徠新人加入山達基教的重要资产：
那些讀過第一本書並想要獲得戴尼提的人，在接受了足夠的第一本書聽析、培訓或共同聽析後，便開始尋求山達基教服務。如果第一本書的數量和品質足夠，這些人自然而然地就會開始想要並獲得山達基教服務！
山达基教会曾經明确表示将利用戴尼提对友好运动会的赞助来增加山达基人的数量。山达基教会的内部刊物《国际山达基新闻》（International Scientology News）指出：
為了產生巨大的國際影響，戴尼提已成為即將舉行的友好運動會的主要贊助商……所有這些傳播行動的唯一目的是讓越來越多的人了解賀伯特的技術，以便他們進入機構[指山達基教會] 並迅速提升[指通往完全自由之橋上的等級]。

## 內容修訂

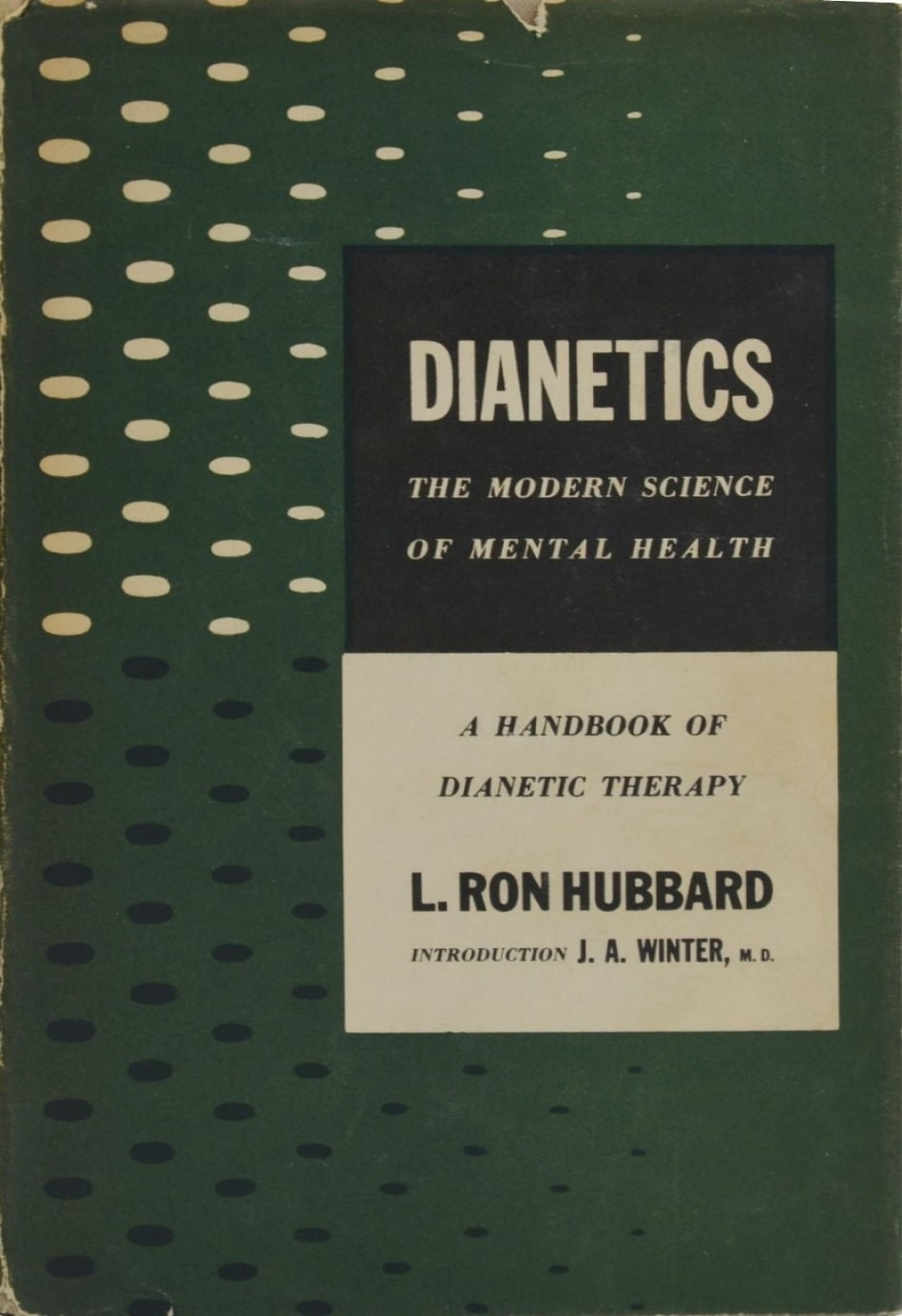
1950年初版封面

《戴尼提》於1950年5月9日首次由一家總部位於紐約市麥迪遜大道一號的的精神病學教科書出版商Hermitage House出版，其總裁Arthur Ceppos也是「賀伯特戴尼提研究基金會」的董事會成員。此書隨後成為全國暢銷書，據稱一年內銷量超過15萬冊。由於許多人產生了興趣，因此諸如「戴尼提俱樂部」等類似的組織開始成立以應用戴尼提技術。賀伯特本人建立了面向全美國的戴尼提研究基金會網絡，提供收費的戴尼提培訓和處理。戴尼提逐漸在美國風靡一時，隨後遭到心理學家的譴責。
像L·罗恩·賀伯特的其他作品一样，《戴尼提：現代心靈健康科學》自问世以来就不断修订，因此目前版本与1950年初版本的內容已有不少差異。
Geoff Burling曾比較1971年和1993年的版本，指出：
- 早期版本的獻詞是獻給「知名魔術師George Wichelow，英國第一位戴尼提人」。
- 早期版本收錄了賀伯特的許多早期支持者寫的序言和附錄文章：序言由J. A. Winter醫生撰寫[53]。附錄包括约翰·W·坎贝尔和Donald H. Rogers的文章，還有一篇文章節錄自威爾·杜蘭特1926年出版的《哲學的故事》，是談論哲學方法的一段文字。
- 早期版本的正文第二篇第一章〈分析式心靈與標準記憶庫〉有一個腳註由约翰·W·坎贝尔撰寫，解釋了「分析式心靈如何能夠完美計算」這個論點。

在1980年代初以後的版本中，這些內容全都刪去了，首頁的獻詞則改為了「獻給威廉·杜蘭」。

## 封面火山圖與茲努神話
《戴尼提：現代心靈健康科學》1968年以後的版本都使用描繪火山爆發的圖畫為封面，一般認為這是對山達基教高級教義茲努神話的隱喻。但本書的普通讀者不會了解封面圖的真實含意，因為茲努、銀河聯盟以及其完整歷史記錄，必須待學員聽析至高階的OT Ⅲ級之後，才能獲得相應的秘密資料用於全盤瞭解。山達基人甚至還須簽署保密協議，確保絕不口傳其資料中有茲努神話的存在。